# Айрапетян, Аркадий Петрович
Аркадий Петрович Айрапетян (4 июня 1928 года, Баку — 30 марта 1993 года, Ереван, Армения) — советский армянский театральный актёр, кинорежиссёр и сценарист. Заслуженный деятель искусств Армянской ССР (1981).

## Биография
Окончил актёрский факультет Ереванского театрально-художественного института (1951).
В 1951—1956 годах — актёр и ассистент режиссёра Армянского драматического театра имени Г. М. Сундукяна.
С 1956 года — второй режиссёр, с 1969 года — режиссёр киностудии «Арменфильм».

## Избранная фильмография

### Актёр
- 1978 — Аревик — директор завода
- 1984 — Король Джон — Питер из Помфрета

### Режиссёр
- 1969 — Братья Сарояны
- 1975 — Утёс, также сценарист
- 1975 — Рыжий самолёт (совместно с Арнольдом Агабабовым)
- 1978 — Аревик (совместно с Арнольдом Агабабовым)
- 1981 — Командировка в санаторий
- 1982 — Кориолан (фильм-спектакль)

## Награды
- Лауреат Государственной премии Армянской ССР (1970, фильм «Братья Сарояны»).